# Madusa (monster truck)

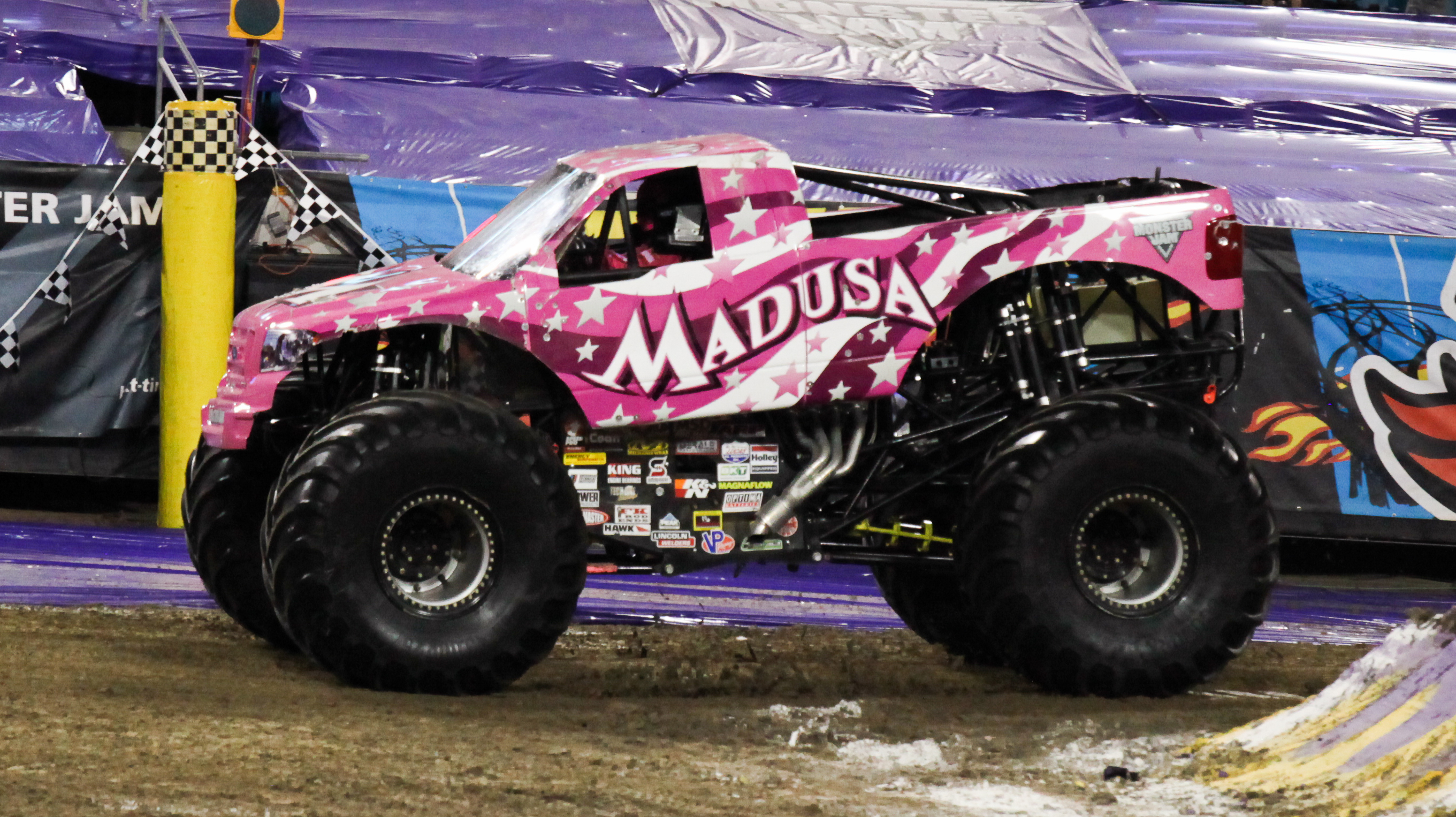
Madusa nel 2014

Madusa è stato un monster truck di proprietà del Team Bigfoot che ha partecipato agli eventi di Monster Jam tra il 1999  e il 2017. Il veicolo, dotato di un motore 572 Ford e di una potenza di 1.500 cavalli, era prevalentemente guidato dall'ex wrestler italo-statunitense Debrah Miceli.
Nel 2004 Madusa ha raggiunto il primo posto nelle finali freestyle di Monster Jam insieme a El Toro Loco e Maximum Destruction, perdendo però agli spareggi. L'anno successivo ha sconfitto Grave Digger nelle finali di corsa, diventando così la prima donna a vincere il torneo.